# Karl Leopold (Mecklenburg)

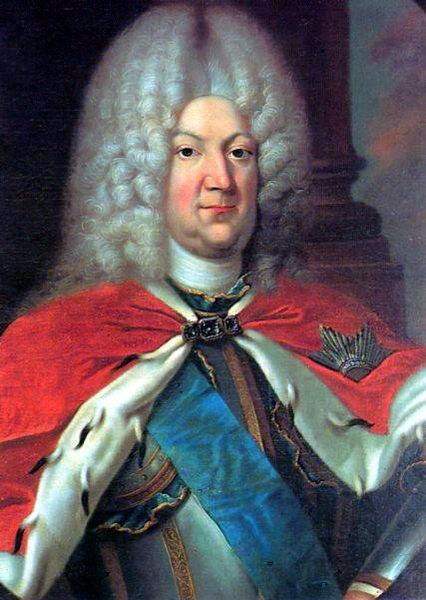
Herzog Karl Leopold

Karl Leopold Herzog zu Mecklenburg(-Schwerin) (* 26. November 1678 in Grabow (Elde); † 28. November 1747 in Dömitz) war (regierender) Herzog zu Mecklenburg im Landesteil Mecklenburg-Schwerin.

## Herkunft und Leben 1678 bis 1713
Karl Leopold wurde als zweiter Sohn von Herzog Friedrich zu Mecklenburg (1638–1688) und Christine Wilhelmine von Hessen-Homburg (1653–1722) geboren und war ein Neffe des kinderlos regierenden Herzogs Christian Ludwig I. (1623–1692). Karl Leopolds älterer Bruder Friedrich Wilhelm (I.) (1675–1713) folgte seinem Onkel am 21. Juni 1692 als regierender Herzog. Mit dem Hamburger Vergleich von 1701 gelang es Friedrich Wilhelm die Streitereien innerhalb des mecklenburgischen Herzoghauses zu beenden. Es wurden die bis 1918 bestehenden zwei Teilfürstentümer Mecklenburg-Strelitz und Mecklenburg-Schwerin gebildet sowie das Erbfolgerecht des Erstgeborenen eingeführt. Karl Leopold bekam eine Apanage von 15.000 Reichstalern und die Einkünfte des Amtes Doberan zugesprochen. Er unternahm mehrere Kavaliersreisen nach Frankreich, nach England, nach den Niederlanden sowie in die deutschen Territorien und lebte danach lange Zeit in Hamburg.
Karl Leopold nahm an den Feldzügen des schwedischen Königs Karl XII. teil. Da der Mecklenburger den Schwedenkönig nicht nur als absolutistischen Machtpolitiker bewunderte, sondern auch in Kleidung, Gestik und Sprechweise nachahmte, bekam Karl Leopold schnell den Ruf eines Sonderlings. Respektlos bezeichnete ihn Prinz Eugen als „den Affen Karl des XII.“ Der Schwedenkönig achtete jedoch den Mecklenburger als Mann mit Courage und Verstand. Im Sommer 1713 folgte Karl Leopold seinem verstorbenen Bruder Friedrich Wilhelm (I.) als regierender Herzog im Landesteil Mecklenburg-Schwerin.

## Der Konflikt mit den Ständen 1713 bis 1717
Karl Leopold suchte landesherrliche, absolutistische Souveränität mit großer Härte gegen die Ritterschaft sowie gegen das mit ihr verbündete Rostock durchzusetzen. Er forderte die Stände auf, ihm zum Aufbau eines stehenden Heeres zusätzliche Steuern zu bewilligen, zwang dann den Rostocker Rat zum Verzicht auf seine Privilegien und trieb seine Steuerforderungen gegenüber der Ritterschaft rücksichtslos ein. Mecklenburg-Schwerin war während des Großen Nordischen Kriegs Aufmarschgebiet und Kriegsschauplatz und mit Hilfe eines stehenden Heeres beabsichtigte Karl Leopold den Aufenthalt fremder Truppen in Mecklenburg-Schwerin zu beenden.
Grundlage seiner Steuerforderungen war die „Consumptions- und Steuerordnung“, die sein Bruder Friedrich Wilhelm zur Überwindung der Kriegsfolgen sowohl des Dreißigjährigen Krieges (1618 bis 1648) als auch des Großen Nordischen Krieges (1700 bis 1721) im Jahr 1708 erlassen hatte. Neben der Besteuerung der Ritterschaft und der Geistlichen beinhaltete die Vorschrift die Abschaffung der leibeigenschaftlichen Abhängigkeit der Bauern von ihren Grundherren. Die Leibeigenschaft der Bauern sollte in eine Vererbpachtung umgewandelt werden, Frondienste sollten durch Geldleistungen ersetzt werden. Dadurch entstand ein scharfer Gegensatz zwischen dem Herzog und den Ständen.
Verhandlungsführer der Stände war Graf Andreas Gottlieb von Bernstorff, selbst ein Angehöriger der mecklenburgischen Ritterschaft und langjähriger leitender Minister des Kurfürsten von Hannover. Aufgrund der seit 1714 bestehenden Personalunion zwischen dem Kurfürstentum Braunschweig-Lüneburg und dem Königreich Großbritannien nahm der Konflikt zwischen dem mecklenburgischen Landesherren und den Ständen europäische Dimensionen an. Karl Leopolds Verbündete im Kampf gegen die Ritterschaft waren die Bürger der kleinen Städte, die ihre Zunftprivilegien erhalten und die handelspolitischen Aktivitäten der Ritterschaft einschränken wollten.
1716 heiratete Karl Leopold in Danzig Katharina Iwanowna, eine Halbnichte des russischen Zaren Peter dem Großen. Sein Ehevertrag wurde durch einen Bündnisvertrag ergänzt, der es Russland gestattete, Truppen im Norden Deutschlands zu stationieren. Karl Leopold benötigte die russischen Truppen zum Beenden des Konflikts mit der Ritterschaft, und im Winter 1716/17 schlugen 40.000 russische Soldaten – erstmals auf deutschem Boden – ihre Quartiere im Herzogtum Mecklenburg-Schwerin auf. Graf von Bernstorff erlitt auf seinen von Russen besetzten Ländereien erhebliche Schäden und stellte deswegen die Klagen der mecklenburgischen Stände gegen ihren Landesherren in Wien und in London vor.

## Die Reichsexekution 1717 bis 1728
Infolge der Klagen der mecklenburgischen Landstände vor dem Oberhaupt des Reiches, einerseits gegen Karl Leopolds Rechtsbrüche, andererseits gegen seine autokratischen Bestrebungen, verhängte Kaiser Karl VI. 1717 die Reichsexekution gegen den Herzog von Mecklenburg-Schwerin. Mit der Wahrnehmung der Reichsexekution wurde der Direktor des niedersächsischen Reichskreises, König Georg I. von Großbritannien, beauftragt. Dadurch konnte Andreas Gottlieb von Bernstorff die Interessen der mecklenburgischen Ritterschaft mit dem Einfluss einer auswärtigen Macht verbinden.
Der Vollzug der Reichsexekution erfolgte im Frühjahr 1719. Karl Leopolds Macht wankte, er besaß jedoch noch erheblichen Einfluss auf Bürger, Bauern und Geistliche. Letztere standen seit 1718 wieder auf Seiten des Herzogs, nachdem dieser ihre Steuerpflicht zurückgenommen hatte. Karl Leopold verlegte seinen Regierungssitz nach Dömitz, verließ bald danach das Land und ging in die polnisch-litauische Stadt Danzig außerhalb der Reichsgrenzen. Die Regierung in Mecklenburg-Schwerin übernahmen als Exekutoren der britische König (als Kurfürst von Braunschweig-Lüneburg) und der König in Preußen. Nach dem Tod Georgs I. 1727 wurde die Reichsexekution aufgehoben.
Der Kaiser hatte zwar die Macht, die Reichsexekution auszusprechen, ihm fehlten jedoch die Macht und die Mittel die auswärtigen Truppen aus Mecklenburg-Schwerin wieder zu entfernen. Die Könige von Großbritannien und Preußen drängten auf Zahlung der ihnen durch die Reichsexekution entstandenen Kosten. Da eine Beilegung des Konfliktes zunächst misslang, wurde Karl Leopold schließlich 1728 vom Reichshofrat in Wien zugunsten seines Bruders Christian Ludwig II. abgesetzt.

## Mecklenburg-Schwerin nach der Reichsexekution
Langfristige Folgen der Reichsexekution brachten die Verpfändung von acht Ämtern an den Kurfürsten von Hannover und von vier Ämtern an den preußischen König. Die politische und administrative Zersplitterung des Landes wurde dadurch verschärft, die Macht des Herzogs erheblich eingeschränkt und die Bevölkerung wurde zusätzlich belastet. Die Verpfändung der vier Ämter an Preußen endete erst 1787.
Karl Leopold lehnte jeden Kompromissvorschlag Karls VI. ab. Der verbitterte Mann scheiterte 1733 bei einem Versuch mit Hilfe eines Aufgebots von Bürgern und Bauern, aber auch mit preußischer Unterstützung, die Herrschaft in Mecklenburg-Schwerin zurückzugewinnen. Politisch kaltgestellt, mit seinem Schicksal hadernd und im ständigen Streit mit der „ganzen Welt“ lebend, verstarb Karl Leopold schließlich am 28. November 1747 in Dömitz.
Karl Leopolds Bruder und Nachfolger Christian Ludwig II. (1683–1756) schloss 1755 mit den Ständen den Landesgrundgesetzlichen Erbvergleich ab. Dieser Erbvergleich führte zur Festigung der Macht der mecklenburgischen Ritterschaft und konservierte die Rückständigkeit des Landes bis zum Ende der Monarchie in Mecklenburg-Schwerin 1918.

## Eheleben
1708 heiratete Karl Leopold Sophie Hedwig von Nassau-Dietz (1690–1734), Tochter von Fürst Heinrich Casimir II. von Nassau-Dietz und Schwester des Fürsten Johann Wilhelm Friso von Nassau-Dietz, doch diese Ehe wurde bereits 1710 geschieden.
Am 7. Juni 1710 ließ sich Karl Leopold in aller Stille in Doberan mit Christine Dorothea von Lepel (morganatisch) trauen. Diese war eine Tochter des herzoglich-mecklenburgischen Hofmeisters, späteren fürstbischöflich-eutinschen Hofmarschalls Klaus Friedrich von Lepel aus dessen dritter Ehe mit Leveke von Plessen. Diese zweite Ehe war für den Herzog keine glückliche, Christine verließ ihn bald und ging nach Lübeck zu ihrer Mutter zurück. Am 2. Oktober 1711 wurde die Scheidung der Ehe ausgesprochen. Christine Dorothea von Lepel verheiratete sich wieder mit dem mecklenburgischen Oberkammerjunker Hans Christoph von Bibow und soll 1728 gestorben sein.
1716 heirateten Karl Leopold und Katharina Iwanowna in Danzig. Katharina Iwanowna war eine Tochter des Zaren Iwan V. Das Ehepaar hatte eine Tochter, Elisabeth Katharina Christine, später genannt Anna Leopoldowna, die 1740/41 Regentin des Russischen Reiches für ihren minderjährigen Sohn Iwan VI. wurde. Die Ehe war unglücklich, der streitsüchtige Herzog ging häufig grob, zeitweise sogar brutal mit seiner Gemahlin um. 1722 verließ Katharina Iwanowna mit ihrer Tochter ihren Ehemann und kehrte für immer nach Russland zurück.